# Zzyzx (film)
À ne pas confondre avec Zyzzyx Rd., thriller américain aussi sorti en 2006.
Pour plus de détails, voir Fiche technique et Distribution.
Zzyzx est un thriller américain de 80 minutes sorti en 2006.

## Synopsis
Deux amis sont en train de conduire en direction de Las Vegas lorsque l'un d'eux, Lou, demande à son ami Ryan s'il pourrait s'en sortir s'il tuait quelqu'un en plein milieu de la route. Alors qu'ils roulent sur Zzyzx Road, les deux voient un homme au milieu de la route, et Lou passe près de l'écraser. Ryan s'en plaint, ce qui énerve Lou, qui décide de revenir en arrière pour faire croire à Ryan qu'il va vraiment l'écraser. S'ensuit une bataille entre les deux amis pour le contrôle du volant, à la suite de laquelle l'homme est écrasé par accident. Les deux vont auprès de l'homme, qui leur dit de dégager, avant de mourir. Lou prend ses cartes d'identité et sa montre.
Alors que les deux amis constatent ce qu'ils viennent de faire, ils décident de placer le corps de l'homme sur la banquette arrière, car pas de place dans le coffre. Une femme s'approche d'eux et se présente comme Candice, la femme de l'homme qui vient de mourir, sans savoir le statut actuel de son mari. Elle décide d'inviter les deux hommes à son camping-car, où ils partagent quelques bières.
Pendant qu'ils engagent une conversation avec la femme, les deux amis vont révéler peu à peu leur passé. Lou était un soldat dans l'armée américaine, et était parti pour combattre la guerre en Irak, avant de revenir au pays, et selon les dires de Ryan, n'était plus le même à son retour. Lou commence alors à se moquer de Ryan, qui se révèle être une personne plutôt timide. Les deux continuent de garder un œil sur Candice, de peur qu'elle ne découvre la vérité sur son mari.
Les deux deviennent finalement saouls, et consomment des stupéfiants. Candice et Lou commencent à s'embrasser, tandis que Ryan essaie de l'en empêcher. Pendant leur activité, Candice essaie de prendre les clefs de la voiture de Lou, dans la poche de son jean. Et celui-ci se rend compte que Candice sait ce qu'ils ont fait. Il sort alors du camping car, et jette les clés dans le désert. Pus, il remonte dans le véhicule, où il s'évanouit à côté de Ryan ( lui aussi, dans le même état ) à cause de l'alcool et des drogues ingérées. Au même moment, Candice sort à son tour et cherche les clés de la voiture de Lou.
Après un bad trip, Lou se réveille, secoue Ryan et sort rejoindre Candice. Elle retrouve tout juste les clefs quand il arrive à sa hauteur, et est poignardé à la joue par cette dernière, avec sa clef.
Laissant Lou avec la joue ensanglanté, et hurlant de rage et de douleur, elle se jette dans la voiture, qui ne démarre pas. Ryan, décidant de porter le blâme du meurtre sur Lou, aide Candice à faire repartir la voiture. Après qu'il répare la voiture, Candice démarre avec Ryan encore à moitié sous le capot, ce qui le fâche. Il force la voiture à s'arrêter en arrachant des fils de celle-ci. Après que la voiture s'arrête, Lou revient et capture Candice.
Ryan finit par tuer Lou par coups de bâton de golf pour libérer la prisonnière. Elle lui propose une relation sexuelle, mais décide de lui crever les yeux avant de lui mettre le feu. Elle retrouve le corps de son mari et lui coupe la jambe, qui est en fait artificielle, révélant 100 000 $ cachés à l'intérieur. Elle part avec la jambe.

## Fiche technique
Sauf indication contraire, les informations mentionnées dans cette section peuvent être confirmées par la base de données cinématographiques IMDb,  présente dans la section « Liens externes ».
- Titre original : Zzyzx
- Titre alternatif : Burned
- Réalisation : Richard Halpern
- Scénario : Art D'Alessandro
- Production : Richard Halpern, Art D'Alessandro (coproducteur) et Phillip Stewart Halpern (producteur exécutif)
- Musique : Kays Al-Atrakchi
- Photographie : Jean Senelier
- Montage : Richard Halpern
- Costumes : Lindsay Gilbert
- Maquillages : Christina Lerchen
- Sociétés de production : Yarble.com LLC
- Distribution : Push
- Box office : 1 000 000 $ (USD)
- Pays d'origine :  États-Unis
- Langue originale : anglais
- Genre : Thriller
- Durée : 80-81 minutes
- Date de sortie :
  - États-Unis : 4 février 2006 (par internet), 8 mai 2007 (par DVD)

## Distribution
- Robyn Cohen (en) : Candice
- Kenneth Allen Johnson : Lou
- Ryan Fox : Ryan
- Kayo Zepeda : Manny
- Richard Halpern : croupier de blackjack
- Linda Meylin Lozano : Amaia
- Pedro Padilla : homme mexicain
- Carlota Padilla : femme mexicaine
- Ronnie Padilla : garçon mexicain
- Cassia Walton : Sophia
- Art D'Alessandro : Carl Ziller

## Production
Halpern utilise le site du film zzmovie.com au début de 2004 pour recruter les derniers acteurs nécessaires, ceux pour jouer les rôles du mari et de Lou, et pour recruter des producteurs et d'autres membres du personnel. Le film est par la suite tourné en septembre 2004 sur Zzyzx Road. Le tournage dure dix jours.

## Accueil

### Sortie
Le film est sorti par internet en 2006 au coût de 2,99 $ (USD), par l'entremise du site du film zzmovie.com. L'avant-première s'est déroulée sur Second Life le 7 juin 2007.

### Critiques
Ryan Brown de The Sun Chronicle (en) écrit que même si le film n'était pas le meilleur film produit ou le plus original, il offrait des éléments nouveaux, comme les plans rapprochés dans le camping-car, les scènes saturées d'éclairage rouge ou vert, et les sons imitant le réalisme d'une expérience psychédélique (en). Debi Moore de Dread Central (en) écrit quant à elle que le film est unique dans le domaine des nouveaux films indépendants ; Il n'y a pas de zombies, pas de vampires et pas de scènes de torture gratuite de belles jeunes femmes attachées, et qu'au contraire, il y avait un jeu d'acteur très riche, qui tenait le public en haleine jusqu'à la fin du film. Elle applaudissait aussi la scène de début du film et le fait qu'il n'a coûté qu'un million de dollars à produire.